# Manuel Cáceres
Manuel Altagracia Cáceres, né en 1838 dans la province d'Azua et mort le 17 septembre 1878 à Saint-Domingue, est un militaire et homme politique dominicain.

## Biographie
Partisan du président Buenaventura Báez, il combat les rebelles pendant la révolution de juillet 1857, ce qui lui vaut d'être accusé de conspiration. Annexionniste, il approuve la Loi d'annexion par l'Espagne en 1861, mais se bat aux côtés du président Pepillo Salcedo pendant la guerre de 1863. 
En 1867, il est à nouveau partisan de Báez et participe au coup d'État contre le gouvernement de José María Cabral. En 1868, il occupe brièvement le poste de président de la république du 31 janvier au 13 février. Après le retour de Báez au pouvoir, en mai, il entre au cabinet présidentiel. En 1871, il participe à un coup d'État contre Báez avec Ignacio María González, qui devient président. Quelques mois plus tard, il tente de déposer González, mais il échoue et est exilé à Porto Rico.
Après la chute du gouvernement en 1876, il revient en République dominicaine et mène un mouvement armé contre Ulises Espaillat. Capturé, il est à nouveau exilé. En décembre 1876, il rentre au pays et devient ministre des Finances du nouveau gouvernement de Buenaventura Báez. Ce gouvernement est renversé par González en 1878. Alors que des élections sont prévues en septembre, il est assassiné sur l'ordre d'Ulises Heureaux.
Son fils, Ramón Cáceres, le vengera en assassinant Heureaux en 1899.